# Guaifenesin
Guaifenesin, còn được gọi là guaiphenesin hoặc glyceryl guaiacolate, là một loại thuốc trị đờm được bán trên quầy và thường được uống để hỗ trợ cho việc đưa ra (đờm) chất đờm từ đường hô hấp trong nhiễm trùng đường hô hấp cấp.

## Ứng dụng y tế
Guaifenesin được sử dụng để kiểm soát ho và đôi khi kết hợp với dextromethorphan, một loại thuốc chống ho gà ví dụ như trong Mucinex DM hoặc Robitussin DM. 

## Tác dụng phụ
Tác dụng phụ của guaifenesin bao gồm buồn nôn, nôn mửa, sỏi thận, tiêu chảy và táo bón. Buồn nôn và nôn có thể giảm bằng cách dùng guaifenesin với bữa ăn. Nguy cơ hình thành sỏi thận trong thời gian sử dụng kéo dài có thể được giảm bằng cách giữ nước tốt và tăng pH của nước tiểu. Hiếm khi có phản ứng dị ứng trầm trọng xảy ra, bao gồm phát ban hoặc sưng môi hoặc mặt, có thể cần đến sự hỗ trợ y tế khẩn cấp. Khô miệng khô hoặc môi nhỏ cũng có thể xảy ra khi dùng thuốc này. Uống một lọ nước được khuyến cáo với mỗi liều guaifenesin. Guaifenesin làm tăng tác dụng giảm đau của paracetamol (acetaminophen) và aspirin, làm tăng tác động an thần của rượu, thuốc ngủ, thuốc ngủ và tổng số thuốc mê. 

## Cơ chế tác động
Guaifenesin được cho là hoạt động như một chất chống đờm bằng cách tăng thể tích và giảm độ nhớt của các chất tiết trong khí quản và phế quản. Nó đã được dùng để hỗ trợ trong dòng chảy của các chất tiết đường hô hấp, cho phép chuyển động từ mật để thực hiện các chất tiết nhớt trở lên về phía hầu họng. Do đó, nó có thể làm tăng hiệu quả của phản xạ ho và tạo điều kiện cho việc loại bỏ các chất tiết.
Guaifenesin có tính giãn cơ và chống co giật và có thể hoạt động như một chất đối kháng thụ thể NMDA.